# El pueblo del terror
El pueblo del terror es una película de acción y western mexicana de 1970, dirigida por René Cardona y protagonizada por Ofelia Montesco y Eleazar García «Chelelo». 

## Reparto
- Álvaro Zermeño
- Felipe Reyes
- Ofelia Montesco como Rosa
- Eleazar García «Chelelo» como Tlacuache
- Augusto Benedico como Don Lucas Muñoz
- Arturo Martínez como Don Julián Márquez
- Chano Urueta como Álvaro
- Víctor Alcocer como Lic. Torres
- Consuelo Frank como Doña Remedios
- Carlos Agostí como Comisario
- Beatriz del Bosque como Inés (sirvienta)
- José Luis Fernández como Fidencio
- René Barrera como Matón
- Michel Grayeb como Coronel
- Jesús Gómez como Tomás
- René Cardona III como Juanito
- Agapito Roldán
- José Dupeyrón como Esbirro cantina
- Roberto Iglesias como Empleado de Lucas (no acreditado)